# Roland Beix
Roland Beix, né le 22 septembre 1949 à Servières-le-Château (Corrèze), est un homme politique français. Membre du Parti socialiste, il est député de la Charente-Maritime de 1981 à 1986 et de 1988 à 1993.

## Biographie
Roland Beix fait des études d’allemand à l’Université de Clermont-Ferrand puis à Paris X Nanterre. Il commence sa carrière de professeur d’allemand au lycée Bernard-Palissy de Saintes. En 1987, il devient proviseur adjoint du lycée Dautet à La Rochelle, chargé de la mise en place du lycée Saint-Exupéry. En 1994, il est nommé proviseur adjoint du lycée Pierre Doriole, toujours à La Rochelle. En 1998, il est proviseur du lycée Louis-Audouin-Dubreuil à Saint-Jean-d'Angély. De 2007 à 2012, année de son départ à la retraite, il est principal du collège Théophraste-Renaudot à Saint-Benoît dans la Vienne.
Parallèlement à cette carrière professionnelle, il mène une carrière politique dès 1976. Lors des élections cantonales, il est élu conseiller général du canton de Saint-Hilaire-de-Villefranche. Malgré le changement de majorité départementale lors des élections cantonales de 1985, où la droite a conquis la présidence de l’assemblée départementale, il est réélu à chaque élection, la droite renonçant souvent à présenter un candidat contre lui. Il ne se représente pas lors des cantonales de 2008 pour des raisons professionnelles. Le canton passe alors à droite, pour la première fois depuis la Libération.
Lors des élections législatives de 1978, il participe au renouveau de la gauche dans le département en étant élu dans la troisième circonscription de la Charente-Maritime qui était tenue par le centriste André Brugerolle depuis le début de la Ve République. Il est réélu en 1981 mais, seulement troisième sur la liste PS-MRG, il ne parvient à se faire élire à la proportionnelle en 1986. Il retrouve son siège lors des élections législatives de 1988 mais est battu par l'UDF Xavier de Roux en 1993, lors d'élections marquées par une « vague bleue » dans le département puisque tous les députés étaient issus du RPR ou de l'UDF. De 1981 à 1986 puis de 1988 à 1993 Roland Beix siège également à l’assemblée Parlementaire du Conseil de l'Europe.
Il est également conseiller régional de Poitou-Charentes de 1978 à 1988 et de 1998 à 2004.
Personnalité marquante de la gauche départementale, il est premier secrétaire de la Fédération départementale du Parti socialiste. Durant les années 1990 et jusqu'en 2004, il est le leader de l’opposition de gauche au conseil général avant que Bernard Lalande ne prenne la suite.
À l’occasion de la présidentielle de 2007, il apporte son soutien à la présidente de région, Ségolène Royal.
Il est chevalier des Palmes académiques et chevalier de la Légion d'honneur[Quand ?].

## Mandats
Député
- 03/04/1978 - 22/05/1981 : député de la troisième circonscription de la Charente-Maritime
- 02/07/1981 - 16/03/1986 : député de la troisième circonscription de la Charente-Maritime
- 20/06/1988 - 28/03/1993 : député de la troisième circonscription de la Charente-Maritime

Conseiller régional
- xx/xx/1978 - xx/xx/1988 : membre du conseil régional de Poitou-Charentes
- 15/03/1998 - 28/03/2004 : membre du conseil régional de Poitou-Charentes

Conseiller général
- 14/03/1976 - 21/03/1982 : membre du conseil général de la Charente-Maritime, élu dans le canton de Saint-Hilaire-de-Villefranche
- 22/03/1982 - 02/10/1988 : membre du conseil général de la Charente-Maritime
- 03/10/1988 - 27/03/1994 : membre du conseil général de la Charente-Maritime
- 28/03/1994 - 18/03/2001 : membre du conseil général de la Charente-Maritime
- 19/03/2001 - 16/03/2008 : membre du conseil général de la Charente-Maritime